# Flugzeugkollision von New York City
Bei der Flugzeugkollision von New York City am Freitag, dem 16. Dezember 1960, kollidierte über Staten Island (New York City) eine Lockheed Super Constellation der TWA (Flugnummer TW266) mit einer Douglas DC-8 der United Air Lines (Flugnummer UA826). Teile der TWA-Constellation fielen auf das Militärgelände Miller Army Airfield bei New Dorp (Staten Island). Die in Brand geratene DC-8 stürzte in den rund 19 km entfernten Stadtteil Park Slope (Brooklyn).
Mit 134 Opfern (alle 128 Insassen beider Maschinen und sechs Personen in Brooklyn) war die Kollision zu diesem Zeitpunkt der schwerste Flugunfall in den Vereinigten Staaten. Bei der Ermittlung des Unfallhergangs wurden erstmals die Aufzeichnungen eines Flugschreibers ausgewertet, der sich an Bord der DC-8 befand.

## Flugstrecken
Die DC-8 startete mit 77 Passagieren und sieben Besatzungsmitgliedern vormittags um 09:11 Uhr Eastern Standard Time (EST) auf dem Chicago O’Hare Airport mit Ziel New York International (Idlewild) Airport.
Die Super Constellation kam vom Dayton International Airport und sollte auf dem New Yorker Flughafen La Guardia landen. Nach der Zwischenlandung in Columbus (Ohio) hob die Constellation dort um 9 Uhr EST mit 39 Passagieren und fünf Besatzungsmitgliedern ab.

## Fluggeräte
Das auf United-Air-Lines-Flug 826 eingesetzte Flugzeug hatte den Namen Mainliner Will Rogers mit dem Luftfahrzeugkennzeichen N8013U. Die 1959 gebaute vierstrahlige Douglas DC-8 (Werk-Nr. 45290/22) hatte 2434 Betriebsstunden.
Die viermotorige Propellermaschine Star of Sicily mit dem Kennzeichen N6907C wurde 1952 an Trans World Airlines ausgeliefert. Die Lockheed Super Constellation L-1049 (Werk-Nr. 4021) war bis zum Unfall 21.555 Stunden in Betrieb.

## Hergang

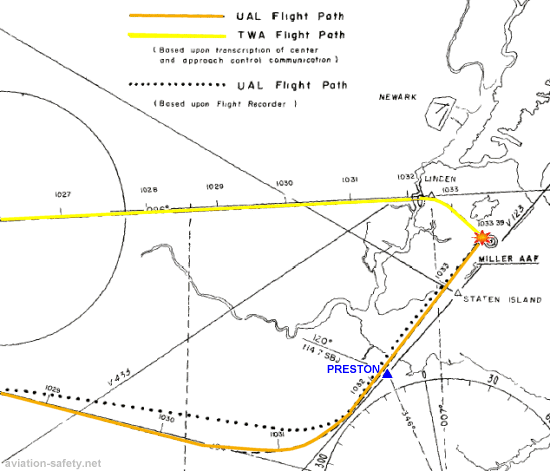
Darstellung der Flugrouten

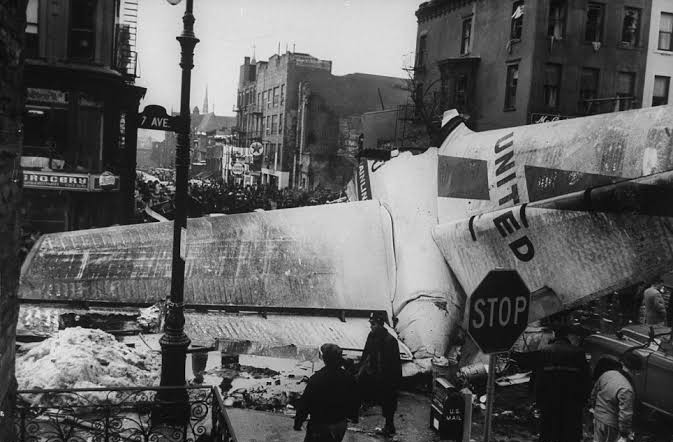
Absturzstelle der DC-8 in Brooklyn

Um 10:32 Uhr EST wurde die TWA-Maschine auf Flugfläche 065 (6500 Fuß, entspricht ca. 2000 Metern) von der Flugverkehrskontrolle New York angewiesen, am VOR Linden den Kurs auf 150 Grad in Richtung Südost zu ändern, um dann über Staten Island den Anflug auf die Landebahn 04 des Airports La Guardia zu beginnen. Dabei sollte ein Sinkflug auf FL 050 (ca. 1500 Meter) erfolgen.
Kurz vorher um 10:25 Uhr EST bot die Flugverkehrskontrolle New York dem noch auf FL 140 (ca. 4300 Meter) befindlichen United-Flug 826 an, vor dem Landeanflug auf den Flughafen Idlewild die restliche Flugstrecke bis zum Navigationspunkt „Preston Intersection“ bei Laurence Harbor (New Jersey) um 11 Meilen (20 Kilometer) zu verkürzen und dabei ebenfalls auf FL 50 zu sinken. Ab da sollte den Flug APP (Approach Control) Idlewild übernehmen. Falls diese noch keine Landefreigabe (landing-clearance) erteilen würde, sollte die DC-8 bei Preston in eine Warteschleife (Holding) gehen. UA 826 gab um 10:33 Uhr APP Idlewild die Information, auf FL 50 Richtung Nordost nach Preston zu fliegen. Tatsächlich hatte die Maschine diese Flugfreigabegrenze (clearance) bereits um ca. 11 Meilen überschritten und befand sich über der Küste von Staten Island. 30 Sekunden später kollidierte das rechte Außentriebwerk der DC-8 mit dem Rumpf der TWA-Maschine, wodurch der United-Jet das Triebwerk und einen Teil der rechten Tragfläche verlor.
Die TWA-Constellation zerbrach in mehrere Teile, von denen die Mehrzahl auf ein stillgelegtes Gelände (Miller Army Airfield) der US-Armee fiel. Am Boden gab es keine Opfer. Das in Brand geratene United-Flugzeug flog mit den restlichen drei Triebwerken noch 10 Meilen weiter Richtung Nordost und schlug im Bereich Sterling Place/Seventh Avenue in Park Slope, Brooklyn, auf. Dabei wurde die Kirche „Pillar of Fire“ (Sterling Place 123) völlig zerstört. Etliche Gebäude trugen schwere Beschädigungen an den oberen Stockwerken davon. Am Boden starben sechs Personen.